# Batalla de Hampton Roads
La batalla de Hampton Roads, popularment coneguda com «la batalla del Monitor i el Merrimac», va ser una batalla naval de la Guerra de Secessió dels Estats Units que va tenir lloc el 9 de març de 1862 davant Sewell's Point, un promontori proper a la boca del canal de Hampton Roads (Virgínia). El canal era una via de sortida dels rius James i York a la badia de Chesapeake i d'aquí a l'oceà Atlàntic, és a dir, un punt estratègic molt important.
A l'inici de la guerra, les forces unionistes es van veure obligades a evacuar Norfolk (Virgínia) –al sud del canal– i, en retirar-se, van incendiar els vaixells perquè no caiguessin en mans de la Confederació. Un d'aquests vaixells, la fragata de vapor USS Merrimack, va ser recuperat pels confederats, rebatejat com a CSS Virginia, el van recobrir amb planxes de ferro. Així va esdevenir el primer vaixell de guerra cuirassat nord-americà que va entrar en combat. El 8 de març de 1862 va partir cap a Sewell's Point, a Hampton Roads, per trencar el bloqueig dels vaixells de la Unió. En arribar-hi va poder enfonsar o avariar diversos vaixells enemics. L'endemà, però, va entrar en combat un enemic del mateix nivell, l'USS Monitor, un cuirassat acabat de construir per la Unió.
Del combat no en va sortir un clar vencedor i, tot i així, va ser una fita de la història naval, ja que va constituir la primera confrontació entre dos vaixells de guerra autopropulsats i blindats. Abans, pràcticament tots els vaixells de guerra es construïen de fusta. Després, la guerra naval i la construcció de vaixells van canviar radicalment. Les flotes dels diversos països del món van començar una carrera per renovar-se amb vaixells blindats. Els cuirassats havien demostrat ser superiors als vaixells de fusta i ara es feien imprescindibles per a resistir el foc d'artilleria cada cop més potent.

## Lincoln intenta implementar un bloqueig a Hampton Roads

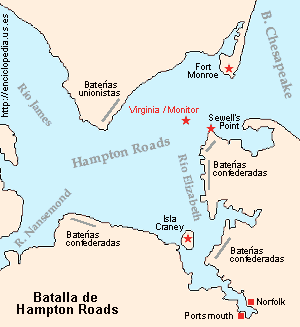
Mapa de la zona de la batalla.

Des de l'inici de la guerra, el president Abraham Lincoln va posar en marxa un pla per tornar els Estats Confederats rebels al si de la Unió. Empraria a l'Armada de la Unió, major i més poderosa, per aïllar la Confederació de la resta del món mitjançant un bloqueig naval de les seves costes de l'oceà Atlàntic i del golf de Mèxic. Així mateix controlaria la conca del riu Mississipi amb troneres. Lincoln va ordenar el bloqueig i es va iniciar una escalada d'hostilitats.
L'estiu de 1861, forces terrestres de la Confederació van aconseguir guanyar Norfolk (Virgínia) i l'àrea circumdant al sud de Hampton Roads. Veient-se obligada a retirar-se, l'armada de la Unió va incendiar les drassanes Gosport de Norfolk, emplaçades a Portsmouth (Virgínia) a l'altra riba del riu Elisabeth i destruint nou embarcacions en la seva retirada, incloent-hi la fragata de vapor USS Merrimack, construïda a Boston. Amb la retirada, només va romandre sota control de la Unió Fort Monroe, al promontori de Old Point Comfort, sobre la riba nord de Hampton Roads, a la península de Virgínia guardant la sortida a l'oceà.
Per establir el bloqueig, la Unió va enviar una flota a Hampton Roads on l'esperava la flota de la Confederació. Els vaixells d'ambdues flotes eren de fusta com a la resta del món en aquella època. Els confederats controlaven les aigües dels rius Elizabeth i James. Hi va haver algunes escaramusses, però cap de les flotes semblava prevaler sobre l'altra. Aquesta situació es va allargar fins al començament de 1862.

## Navilis cuirassats: una nova tecnologia
Els cuirassats eren vaixells xapats amb planxes de ferro gruixudes. Els primers usos del ferro com a protecció en vaixells s'havien donat a l'Extrem Orient al segle xvi. L'almirall coreà Yi Sun-sense va construir un vaixell cuirassat a 1592. Recentment acabava de construir el primer vaixell de guerra amb buc de ferro capaç de navegar a l'oceà: el francès La gloire. No obstant això l'ús de ferro per a blindar vaixells convencionals de fusta era encara una tecnologia no desenvolupada als Estats Units a inicis de la Guerra de Secessió.
A principis de 1862, tant el govern de la Unió com el de la Confederació eren conscients que l'adversari estava desenvolupant algun tipus de vaixell de guerra cuirassat. L'espionatge havia difós alguns detalls sobre això. Cada bàndol desitjava treure avantatge de la nova tecnologia i alhora temia els èxits de l'adversari en aquest camp.
Tot i que eren molt diferents entre si, els primers cuirassats de tots dos bàndols tenien una aparença bastant estranya comparats amb els vaixells contemporanis. Cap dels dos s'havia acabat a la total satisfacció dels seus respectius dissenyadors quan tots dos van salpar cap a Hampton Roads amb tan sols 24 hores de diferència.

### CSS Virginia

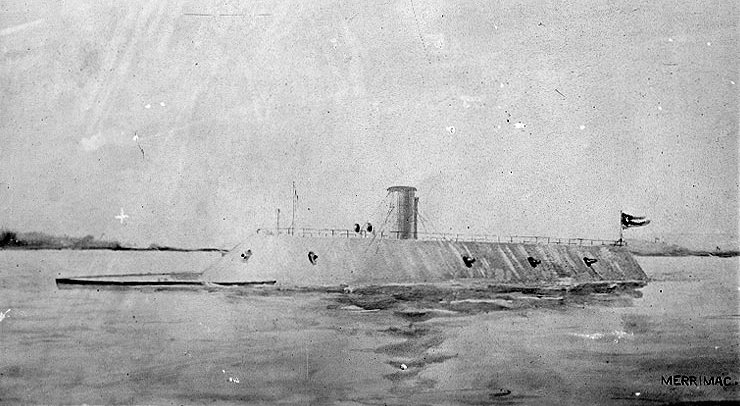
CSS Virginia (antic USS Merrimac).

Quan els unionistes van incendiar l'USS Merrimack en la seva retirada de Norfolk i Portsmouth a 1861, costava d'imaginar que seria reflotat i convertit en el primer vaixell cuirassat de l'armada confederada.
L'USS Merrimack va ser reconstruït a les drassanes Gosport de Portsmouth, en el primer dic sec del país, amb un recobriment de planxes de ferro i una estructura reduïda que just sobresortia de la línia de flotació. Va ser rehabilitat sota el nom de CSS Virginia el 17 de febrer de 1862.
Preveient que el blindatge de ferro faria ineficaç el foc d'artilleria, el dissenyador del CSS Virginia va dotar al vaixell d'un esperó, una arma més pròpia de les galeres de l'antiguitat i desconeguda en els vaixells contemporanis.
Malgrat els grans esforços per acabar-lo, el CSS Virgínia encara portava obrers a bord en plena navegació i va ser posat en servei sense proves de mar i entrenament.

### USS Monitor

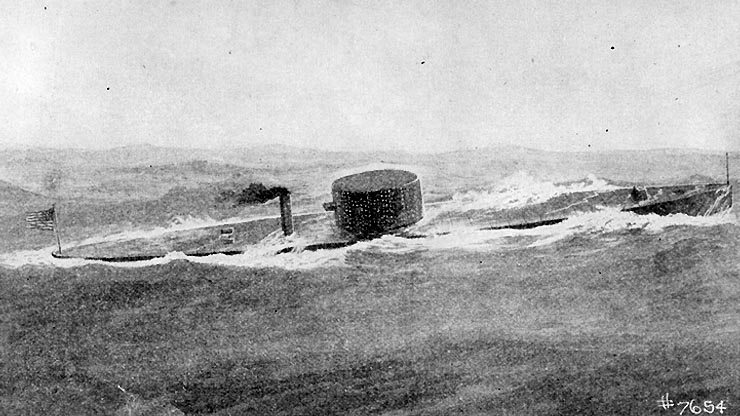
L'USS Monitor navegant amb l'aparença de "caixa de bombons"

L'USS Monitor era de disseny totalment nou. Es tractava d'un projecte apadrinat pel president Abraham Lincoln. En el seu disseny únic, enginyat per John Ericsson, destacava una torreta giratòria blindada, on es van instal·lar dos canons Dahlgren d'11 polzades (280 mm). Mostrava a l'enemic un perfil tan baix sobre l'aigua que només eren visibles una mínima part de la coberta i la torreta armada. El buc de l'USS Monitor es va fabricar en les instal·lacions de la Continental Iron Works a Brooklyn, (Nova York). El vaixell es va botar el 30 de gener de 1862.
L'USS Monitor va ser un dels vaixells més innovadors de tots els temps. Les seves peces es van fabricar en nou foses diferents i després es van muntar per construir el vaixell. Tot el procés va durar menys de 120 dies.
Malgrat la seva accelerada construcció, Lincoln es queixava que el lliurament de l'USS Monitor per part del fabricant es demorava. Finalment va salpar a marxes forçades cap a Hampton Roads, arribant el mateix dia en què el cuirassat confederat havia dut a terme el seu aclaparador i terrorífic debut contra la flota de la Unió.

## Primer xoc entre cuirassats

### 8 març 1862 - elVirgíniacolpeja als vaixells de fusta de la Unió

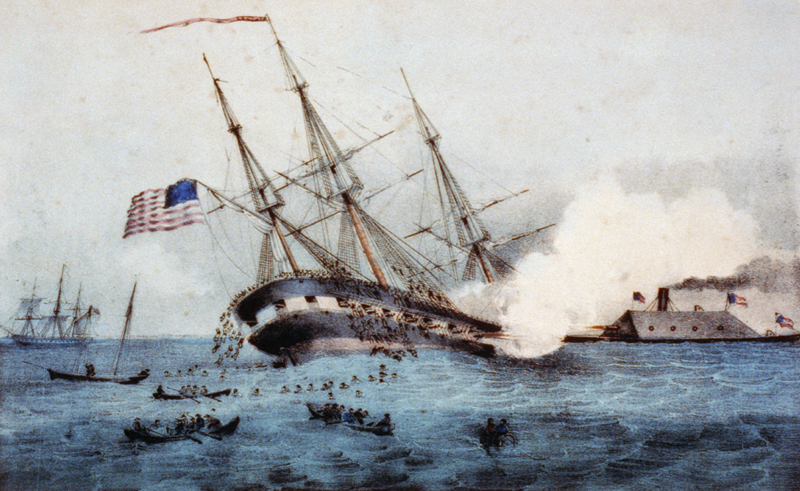
El CSS Virginia (al fons, a la dreta) envesteix amb el seu esperó i enfonsa lUSS Cumberland (navili en primer pla).

El combat va començar quan l'ariet cuirassat confederat rebatejat CSS Virginia salpar per Hampton Roads en el matí del 8 de març de 1862 tractant de trencar el bloqueig de la Unió.
El CSS Virgínia, comandat pel capità Franklin Buchanan, estava assistit pel CSS Raleigh i el CSS Beaufort i acompanyat pel CSS Patrick Henry, el CSS Jameston i el CSS Teaser.
Aquell matí el CSS Virgínia va enfilar directament cap a l'esquadra de la Unió. A menys d'una milla de distància va entaular foc amb l'USS Cumberland i aviat es van generalitzar les descàrregues procedents dels bloquejadors i de les bateries de la costa. El CSS Virgínia va envestir amb el seu esperó l'USS Cumberland sota la línia de flotació i aquest va enfonsar-se ràpidament "disparant airosament les seves boques de foc", com més tard glossava Buchanan, per tributar a un brau adversari, "mentre encara estaven sobre l'aigua".
A continuació el CSS Virgínia va dirigir la seva fúria cap a l'USS Congress. Veient la sort que havia corregut l'USS Cumberland, el capità de l'USS Congress va ordenar encallar el vaixell en aigües poc profundes. L'USS Congress i el CSS Virgínia intercanviaren foc durant una hora, després de la qual l'USS Congress, seriosament danyat, es va rendir. Una bateria costanera de la Unió va obrir foc des del nord sobre el CSS Virgínia mentre els supervivents de l'USS Congress eren evacuats del vaixell. En represàlia el CSS Virgínia disparà contra l'USS Congress amb un foc nodrit i munició incendiària. L'USS Congress va explotar quan l'incendi va arribar a la bodega de municions.
El CSS Virginia també va rebre danys. Les descàrregues de l'USS Cumberland, de l'USS Congress i de les tropes de la Unió, havien assolit plenament la seva caldera, reduint la seva ja pobra velocitat. Dos dels seus canons van quedar inutilitzats i algunes planxes del blindatge s'havien afluixat. Tot i això el capità va atacar l'USS Minnesota que havia encallat en un banc de sorra mentre tractava d'escapar del CSS Virgínia. No obstant això, pel seu calat, el CSS Virgínia no va s'hi va poder acostar prou com per produir danys significatius.
Havent començat a enfosquir, el CSS Virgínia va abandonar la zona amb l'esperança de tornar l'endemà per acabar l'anihilació dels vaixells unionistes. Es va retirar a pernoctar en la seguretat de les aigües controlades pels confederats.
La jornada va afavorir el CSS Virgínia però no va estar exempta de danys. Part de l'esperó havia quedat incrustada al buc del malmès USS Cumberland. Un tret havia fracturat el fèmur del capità Buchanan mentre responien al foc d'una bateria costanera. A causa d'això el comandament del vaixell va passar al tinent Catesby R. Jones. Van haver d'amputar la cama a Buchanan.
El Secretari de l'Armada confederada, Stephen Mallory va escriure al president de la Confederació Jefferson Davis sobre els fets:
"El comportament dels homes i oficials de la dotació ... reflecteix un honor inextingible envers ells mateixos i envers l'Armada. L'informe es llegirà amb viu interès i els seus detalls no deixaran de suscitar l'ardor ni de temperar el braç dels nostres airosos marins. Es recordarà que el CSS Virgínia va ser una innovació en la construcció naval, completament diferent a qualsevol altre vaixell que hagi navegat mai; que igualment van ser innovador els seus canons, que la seva força motriu i docilitat al timó van ser mai vistes; que la seva tripulació i els seus oficials, el nervi i la capacitat professional del seu capità Buchanan i els seus subalterns, sota tota mena de dificultats, van aconseguir la més admirable victòria dels annals de la història naval. "
Aquella havia estat una jornada tràgica i desmoralitzadora per a la flota de la Unió. Entrada la nit, l'USS Monitor, un innovador vaixell cuirassat construït per la Unió, comandat pel tinent John Lorimer Worden, va arribar a Hampton Roads. Aquest cuirassat nordista s'havia enllestit amb pressa, i s'havia dirigit cap a Hampton Roads perquè protegís la flota de la Unió i així pogués evitar que el CSS Virgínia amenacés les ciutats unionistes.
"El curs dels esdeveniments," observà el capità John A. Dahlgren, "depèn de la resistència que demostri el nou USS Monitor i de la seva arribada a temps."

### 9 març 1862 - elMonitortrava combat amb el Virginia

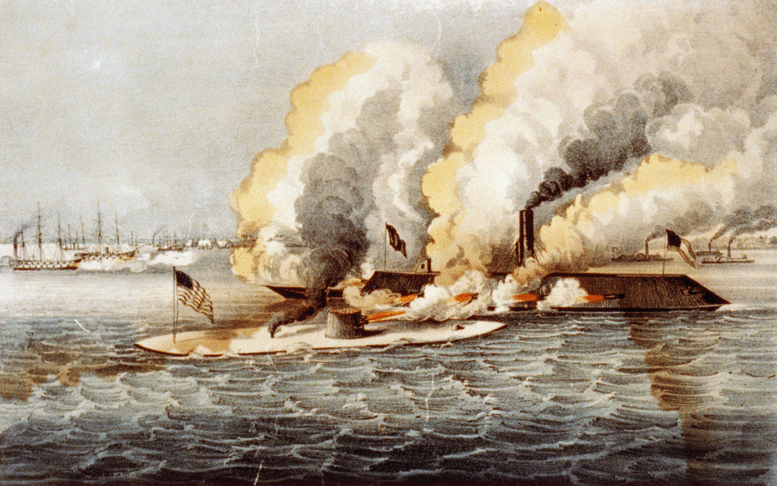
Litografia acolorida que mostra els dos cuirassats en combat. LUSS Monitor hi apareix en primer pla.

L'endemà, el 9 de març de 1862, després de sotmetre's a reparacions, el CSS Virginia va tornar per acabar amb l'USS Minnesota que es trobava encallat. Els confederats van trobar que el nouvingut USS Monitor els barrava el pas. El comandant de l'embarcació confederada més tard el descriuria com "poc més que una caixeta de bombons al damunt d'una bassa."
Després combatre durant hores a curta distància, cap de les dues naus no va aconseguir derrotar l'altra. El petit i àgil USS Monitor sobrepassava la capacitat de maniobra del CSS Virginia, però cap dels dos vaixells va aconseguir infligir danys d'importància a l'adversari. Finalment el CSS Virginia es va retirar deixant a l'USS Monitor i la resta de la flota nordistes en possessió del "camp de batalla". Tots dos bàndols es van adjudicar la victòria.

### Primavera de 1862 - empat a Hampton Roads
Els dos mesos següents, el CSS Virginia va dur a terme diverses incursions en Hampton Roads amb l'objectiu d'empènyer l'USS Monitor a un combat obert. La major part dels dies, el CSS Virginia seguiria el curs del riu Elizabeth fins a les fortaleses confederades de l'illa Craney o Sewell's Point. A l'altra riba de Hampton Roads, l'USS Monitor i gran quantitat de vaixells de la Unió esperaven qualsevol vaixell confederat que s'aventurés cap a Fort Monroe.
El pla de la Unió consistia a enfrontar-se al CSS Virgínia en aigües triades per la mateixa Unió. L'USS Monitor havia rebut instruccions del president d'evitar el combat directe, llevat que fos estrictament necessari. El Departament de l'Armada de la Unió havia contractat diversos vapors de grans dimensions amb l'únic objecte d'atropellar el CSS Virgínia. Esperarien que el vaixell confederat s'endinsés en aigües més profundes on els vapors intentarien atropellar-lo i "cavalcar" la coberta submergida del CSS Virgínia amb l'esperança d'enviar-la en orris.
En dues oportunitats, el CSS Virgínia va arribar a aventurar-se a Hampton Roads intentant incitar l' USS Monitor a una batalla. El repte va quedar sense resposta a causa de les ordres del president de la Unió.
La que segurament va constituir la batalla naval més esperada del seu temps no va arribar a materialitzar-se. L'USS Monitor i el CSS Virgínia no es van tornar a enfrontar.
Per causa de certs esdeveniments que hi va haver en els territoris adjacents a Hampton Roads, els confederats es van veure obligats a retirar-se de la zona Norfolk. En la retirada de Norfolk i Portsmouth, l'10 de maig de 1862, la dotació del CSS Virgínia no va tenir alternativa. El comandant Josiah Tattnall va comprendre que el seu vaixell tenia massa calat per poder remuntar el riu James fins a Richmond i que tampoc hi havia possibilitat d'escapar de Hampton Road burlant la flota de la Unió que estava apostada davant Fort Monroe a l'expectativa d'un intent semblant.
Per evitar caure en mans enemigues, en les primeres hores de l'11 de maig de 1862, Tattnall va ordenar encallar el CSS Virgínia a l'illa Craney i incendiar-lo. Després d'una hora cremant violentament, les flames van arribar el celler de municions i el vaixell va quedar destruït enmig d'una gran explosió.

## Impacte sobre l'art de la guerra naval
El profund impacte de la batalla en la guerra naval va quedar resumit pel capità Levin M. Powell, de l'USS Potomac, en una carta des de Veracruz:
| « | «La notícia del combat entre l'USS Monitor i el CSS Merrimac ha suscitat aquí un profund sentiment entre els professionals de la flota aliada. Reconeixen el fet, expressament o tàcita, que la guerra naval s'orienta ara en una altra direcció i que les magnífiques fragates i vaixells que fa un mes crèiem capaços d'anihilar en mitja hora qualsevol cosa que flotés-han quedat minvades en les seves proporcions, i que la confiança que un cop dipositem en ells ha quedat tocada a la vista d'aquests esdeveniments impressionants.» Com el capità Dahlgren va dir: «Ara arriba el regnat del ferro i els vaixells blindats han de prendre el lloc als de fusta.» | » |

## Destinació i llegat dels dos cuirassats
Després de la batalla de Hampton Roads, cap dels dos vaixells va tenir un paper important en la guerra i cap va perdurar més enllà de 1862. El CSS Virginia va ser l'únic vaixell de la seva classe i va tenir una vida curta prèvia a la seva destrucció. Quan els confederats es van retirar de les drassanes Gosport el maig de 1862, el CSS Virginia, que tenia massa calat, no podia navegar pel riu James. Per evitar la seva captura, el vaixell va ser destruït per la seva pròpia dotació davant l'illa Craney l'11 de maig de 1862. Més de deu anys després del cessament de les hostilitats, el 30 de maig de 1876, les restes del CSS Virginia  es van transportar a les drassanes de Portsmouth on es desballestaren.
Parts del CSS Virginia, incloent la seva cuirassa, àncora i canons es van exhibir durant anys a les drassanes navals de Norfolk, a Portsmouth, i al Mariner's Museum, a Newport News (Virgínia). L'àncora del CSS Virginia es troba als jardins del Museu de la Confederació, creat a Richmond (Virgínia) el 1890.
L'USS Monitor va ser el prototip dels vaixells de la classe monitor. Es van construir molts més, incloent monitors fluvials, que van ocupar papers clau en batalles sobre el riu Mississippi i el riu James. No obstant això, encara que el seu disseny va demostrar adaptar perfectament als combats fluvials, el seu baix perfil i la seva pesant torreta ho feien gairebé incapaç de navegar en aigües turbulentes. Això probablement va ser el que va provocar el prematur naufragi de l'USS Monitor original, el desembre de 1862 quan es va inundar i se'n va anar en orris a l'extrem del cap Hatteras (Carolina del Nord), a l'Oceà Atlàntic. El 1973 es va localitzar el lloc del naufragi (vegeu-ne els detalls més avall).

## Commemoració de la batalla

### Noms històrics: Merrimack
El nom del vaixell al servei de la Confederació a la batalla de Hampton Roads ha estat una reiterada font de confusió. Va ser reconstruït i habilitat com a vaixell de la flota confederada amb el nom de CSS Virginia. No obstant això, la Unió va preferir referir-se a ell pel seu nom anterior, "Merrimack". Potser a causa de la victòria ulterior de la Unió, la història dels Estats Units normalment dona compte de la versió unionista del nom. No obstant això, algun temps després, el nom es va escurçar eliminant la "-k" final. D'aquí que es parli de "la batalla de l'USS Monitor i el Merrimac".

### El cuirassat confederat
La petita comunitat de Montgomery County (Virgínia), propera al lloc on es va forjar el ferro per al vaixell confederat, es coneix actualment com Merrimac (Virginia). Part del ferro extret allà i emprat en el blindatge del CSS Virginia s'exhibeix a les drassanes de Norfolk, a Portsmouth. Altres elements es troben en exhibició al Mariner's Museum de Newpot News i al Museu de la Confederació a Richmond, on s'ha conservat l'àncora molts anys.

### El Monitor-Merrimac Memorial Bridge Tunnel
El 1992, el Departament de Transports de Virgínia va acabar la construcció d'un pont de 7,4 km (4,6 meu) que creuava Hampton Roads: el Monitor-Merrimac Memorial Bridge Tunnel. Aquest viaducte de la carretera interestatal 664 arriba a passar molt a prop del lloc on va ocórrer la batalla. Va costar 400 milions de dòlars i inclou un túnel de quatre carrils que mesura 1.460 m, dues illes artificials i 5,1 km de parells de pilons de suport. La circulació de vehicles que es dirigeix al nord té vistes excepcionals al lloc històric de la batalla.

## Redescobriment i exhibició de l'USS Monitor
Després de descansar al llit marí durant 111 anys, un equip de científics localitza el 1973 les restes de l'USS Monitor. Les restes del vaixell es van trobar a 16 milles (26 km) del cap Hatteras, sobre un fons sorrenc i relativament pla a una profunditat de 73,2 m (240 p). El seu buc es trobava cap per avall, amb la coberta reposant sobre la seva torreta desplaçada. El 1987, el lloc va ser declarat National Historic Landmark, el primer naufragi a rebre aquesta distinció.
A causa del greu deteriorament de l'USS Monitor es va fer crucial recuperar a temps, els elements i components més significatius del vaixell. Des de llavors, amb el concurs de tecnologies noves, centenars d'elements fràgils, incloent la torreta i els seus dos canons Dahlgren, una àncora, la seva màquina de vapor i hèlix, han estat recuperats i transportats a Hampton Roads.
El Centre USS Monitor és una de les visites més populars del Mariner's Museum de Newport News, on també es troben peces del CSS Virginia.